# Хана Бејкер
Хана Бејкер (енгл. Hannah Baker) је измишљени лик коју је створио амерички аутор Џеј Ашер. Она је субјекат његовог мистериозног романа из 2007. године Тринаест разлога, и Нетфликсове адаптације књиге, Тринаест разлога. Хана је представљена као ученик друге године измишљене Либерти средње школе, коју карактерише њена борба у свакодневном животу и прилагођавање живота у неосетљивој школској средини. Њен лик у телевизијској серији игра Кетрин Лангфорд. Упркос смрти њеног лика, Лангфордова је потписала и да се појави у другој сезони серије, која ће бити објављена 2018. године.
Успех серије Тринаест разлога је толико велики да је то досада највећи рејтинг компаније Нетфликс и највише твитована серија убрзо након њеног објављивања. Док су критичари и аналитичари били подељени на третман Ханиног карактера, нарочито у њеној смрти, били су једногласни у похвали за Лангфордовим наступом. Била је катапултована за светску пажњу и била је различито названа "откровење", "уверљиво и сирово" и "магнетско". Даниел Монтгомери из Голд Дерби-а је помислио на њу као првог фронтрунера за номинацију за Еми награду.